# Стрибки в довжину

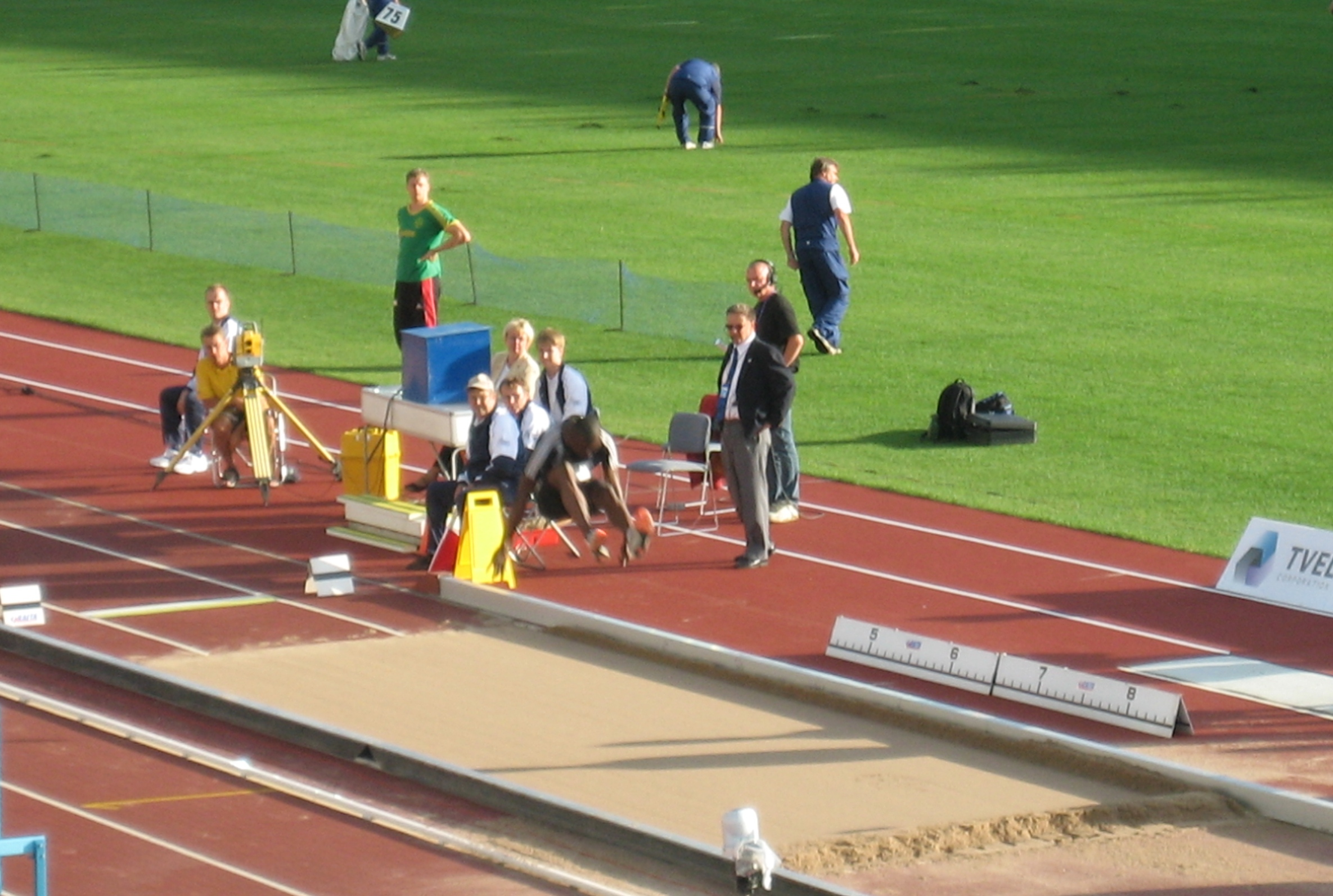
Яма для стрибків у довжину

Стрибки в довжину — вид легкої атлетики, у якому спортсмени змагаються, хто далі стрибне, відштовхнувшись з-за певної лінії.
У програму спортивних змагань здебільшого входять стрибки в довжину з розбігу, хоча існує різновид стрибків у довжину з місця.
Стрибки з розбігу виконуються в спеціально підготовану яму з піском. Результат фіксується за віддаллю від лінії відштовхування до найближчого до неї відбитку тіла спортсмена в піску. Існує чотири взаємопов'язані фази стрибка: розбіг, відштовхування, політ і приземлення.

### Чільна десятка стрибунів усіх часів
Станом на липень 2021.

### Чоловіки
Станом на липень 2021
| Місце | Довжина | Спортсмен       | Країна | Дата            | Місце        |
| ----- | ------- | --------------- | ------ | --------------- | ------------ |
| 1     | 8,87    | Карл Льюїс      | США    | 30 серпня 1991  | Токіо        |
| 2     | 8,86    | Роберт Емміян   | СРСР   | 22 травня 1987  | Цагкадзор    |
| 3     | 8,74    | Ларрі Мирікс    | США    | 18 липня 1988   | Індіанаполіс |
| 3     | 8,74    | Ерік Вальдер    | США    | 2 квітня 1994   | Ель-Пасо     |
| 3     | 8,74    | Двайт Філліпс   | США    | 7 червня 2009   | Юджин        |
| 4     | 8,73    | Ірвінг Саладіно | Панама | 24 травня 2008  | Генгело      |
| 5     | 8,71    | Іван Педросо    | Куба   | 18 липня 1995   | Саламанка    |
| 6     | 8,69    | Таджей Гейл     | Ямайка | 28 вересня 2019 | Доха         |

### Жінки
- Станом на липень 2021

| Місце | Довжина | Спортсменка         | Країна  | Дата            | Місце           |
| ----- | ------- | ------------------- | ------- | --------------- | --------------- |
| 1     | 7,52    | Галина Чистякова    | СРСР    | 11 червня 1988  | Санкт-Петербург |
| 2     | 7,49    | Джекі Джойнер-Керсі | США     | 22 травня 1994  | Нью-Йорк        |
| 3     | 7,48    | Гайке Дрехслер      | НДР     | 9 липня 1988    | Нойбранденбург  |
| 4     | 7,43    | Анішоара Кушмір     | Румунія | 4 червня 1983   | Бухарест        |
| 5     | 7,42    | Тетяна Котова       | Росія   | 23 червня 2002  | Ансі            |
| 6     | 7,39    | Олена Белевська     | СРСР    | 18 липня 1987   | Брянськ         |
| 7     | 7,37    | Інеса Кравець       | Україна | 13 червня 1992  | Київ            |
| 8     | 7,33    | Тетяна Лебедєва     | Росія   | 31 липня 2004   | Тула            |
| 9     | 7,31    | Олена Хлопотнова    | СРСР    | 12 вересня 1985 | Алмати          |
| 9     | 7,31    | Маріон Джонс        | США     | 31 травня 1998  | Юджин           |
| 9     | 7,31    | Бріттні Різ         | США     | 2 липня 2016    | Юджин           |

## Рекорди
Рекордсмен світу серед чоловіків — Майкл Пауелл, США. Його рекордний стрибок — 8 м 95 см, встановлений у 1991 році в Токіо.
Рекорд світу серед жінок, 7 м 52 см, належить радянській спортсменці Галині Чистяковій, уродженці Ізмаїла. Він встановлений 1988 року в Ленінграді.
Рекорд України, 8 м 35 см, належить Романові Щуренку (2000).
Рекорд України серед жінок належить Інесі Кравець — 7 м 37 см.
Серед спортсменок України далеко стрибали також Олена Хлопотнова — 7 м 31 см, Лариса Бережна — 7 м 24 см, Олена Шеховцова — 6 м 97 см, Вікторія Рибалко - 6 м 95 см, Марина Бех-Романчук — 6 м 93 см.

## Перемоги і призові місця
Олімпійською чемпіонкою зі стрибків у довжину ставала Віра Крепкіна.
Чемпіоном Європи у стрибках у довжину у 2004 став українець Олексій Лукашевич.